# Friedrich Christoph Schmincke
Friedrich Christoph Schmincke (* 29. März 1724 in Kassel; †  8. Januar 1795 ebenda) war ein deutscher Bibliothekar und Historiker.

## Leben
Friedrich Christoph Schmincke wurde als Sohn des Johann Hermann Schmincke, Historiker und Hochschullehrer der Universität Marburg, und dessen Ehefrau  Katharina Elisabeth (1688–1743), Tochter des Dr. jur. Wilhelm Müldner (1649–1701), Bürgermeister von Kassel, geboren.
Er begann 1741 ein Studium der Rechtswissenschaften an der Universität Göttingen und ging dann, mit verschiedenen Empfehlungsschreiben anderer Gelehrter, die Freunde seines Vaters waren, nach Holland. Nach seiner Rückkehr von dort wurde er am 13. Juni 1751 als Hofarchivar in Kassel durch den Landgrafen Friedrich II. ernannt. 1766 erfolgte seine Ernennung zum Rat und Bibliothekar. Am 13. August 1767 beantragte er beim Landgrafen eine Erleichterung der Benutzung der Bibliothek für jeden „Bedienten und Unterthanen“, so dass Bücher für vierzehn Tage allgemein verliehen werden konnten; die bisherige Nutzung der Bibliothek gestattete lediglich, das Entliehene in einem Raum der Bibliothek zu lesen. Zuvor hatte er einen Plan zur Beschaffung von Geldmitteln unterbreitet, der sicherstellen sollte, dass der Landgraf jährlich 200 Reichstaler zur Bücherbeschaffung an die Bibliothek geben konnte. Hierzu sollten alle Beamten durch einmalige Zahlung eines Monatsgehalts beitragen, dazu alle Buchhändler, Buchdrucker, Buchbinder, Papiermüller, Juden und alle Studenten, der einzuziehende Betrag sollte im Ermessen des Landgrafen liegen. Professoren, Gelehrte und Buchdrucker sollten die Bibliothek fördern, indem sie je eines ihrer verfassten beziehungsweise gedruckten Schriften kostenlos überließen. Dieser Plan wurde durch den Landgrafen abgelehnt, allerdings stimmte er der neuen Benutzungsordnung zu. Später wurde dann aber die Pflichtexemplar-Regelung für Universitäten eingeführt und 1770 auf Buchdrucker und Buchhändler der Landgrafschaft ausgeweitet.
1771 wurde Rudolf Erich Raspe zum 2. Bibliothekar ernannt.
Am 23. April 1776 übernahm Friedrich Christoph Schmincke zusätzlich die Leitung der Münzsammlung und der Kunstschätze mit dem Titel und Rang eines Regierungsrats. Seine Hauptaufgabe war die Verwaltung der Kasseler Bibliothek, die damals schon zu den stattlicheren Bibliotheken mit ungefähr 40.000 Bänden gehörte.
Im März 1777 erstattete er dem Landgrafen einen Bericht, in dem er aufwies, das mit der Hofbibliothek, der Bibliothek der Landbaugesellschaft, des Kunsthauses, des Collegium Carolinum und des Hofbauamts, sowie bei verschiedenen Kirchen (Magdalenen–, Martins- und Hofkirche) Bibliotheken vorhanden waren, die aus Stiftungen hervorgegangen, aber vollkommen unzugänglich waren; jedoch könnten diese, ohne die Absichten der Stifter zu verletzen, mit der öffentlichen Bibliothek vereinigt werden. Die daraus entschiedenen Weisung des Landgrafen gaben sogar die Kirchenbehörden nach, so dass im Laufe eines Jahrzehnts 2.500 Bände abgeliefert wurden.
Friedrich II. berief 1775 den Franzosen Jean-Louis Barbot de Luchet, Geheimer Legationssekretär, nach Kassel und beförderte diesen zum „Oberinspektor in allen kulturellen Angelegenheiten“, so wurde er auch Direktor der Hofkapellmusik und Hof-Bibliothekar und damit Vorgesetzter von Friedrich Christoph Schmincke. Eigentlich war er für die inzwischen vakante 2. Bibliothekarsstelle vorgesehen, allerdings konnte ein Geheimer Legationssekretär keinem Regierungsrat unterstellt werden, so dass er die 1. Bibliothekarstelle erhielt und Friedrich Christoph Schmincke auf die offene Stelle weichen musste.
Jean-Louis Barbot de Luchet begann eine Neuorganisation der Verwaltung der Bibliothek, die als „Revolution der Casselschen Bibliothek“ bekannt wurde. Aufgrund von Unkenntnis im Bibliothekswesen kam es hierbei zu schwerwiegenden Fehlern, die zu Entrüstungs-Äußerungen von Gelehrten, auch in der Öffentlichkeit führten. Obwohl es keine Hinweise gab, dass Friedrich Christoph Schmincke versuchte, Jean-Louis Barbot de Luchet an der Umgestaltung der Bibliothek zu hindern, versuchte dieser, beim Landgrafen die Entlassung Schminckes zu erwirken. Als 1780 Friedrich II. einen weiteren Franzosen, Robert-André Andréa de Nerciat, einstellte, legte der Landgraf Friedrich Christoph Schmincke nahe, um seinen Abschied zu bitten, der ihm sonst gegen seinen Willen erteilt worden wäre. Er behielt sein früheres Gehalt und die Leitung des Münzkabinetts, der Kunstsammlung und die Bewahrung der Manuskripte der Bibliothek. 1781 veröffentlichte August Ludwig von Schlözer in der Gothaischen gelehrten Zeitung einen Artikel, in dem er auf die Missstände hinwies.
Nach dem Tod Friedrich’s II. wurde Jean-Louis Barbot de Luchet durch dessen Nachfolger Landgraf Wilhelm IX. entlassen und als 1791 der damalige Bibliothekar Ernst Wilhelm Cuhn (1756–1809) sein Amt niederlegte, konnte Friedrich Christoph Schmincke wieder in das  Amt des 1. Bibliothekars nachfolgen, das er dann bis zu seinem Tod ausübte.

## Schriftstellerisches Wirken
Für die hessische Geschichtsschreibung hat Friedrich Christoph Schmincke einige wichtige Werke veröffentlicht, bei denen er von seinem Vater hinterlassene Abhandlungen mit eignen Arbeiten versah und veröffentlichte. Hierbei wurden auch wichtige Urkunden und Akten, besonders zur Geschichte des Landgrafen Philipps des Großmütigen abgedruckt, so die Homberger Kirchenordnung von 1526, Gesetze und Statuten Philipps von 1535 und die Halsgerichtsordnung von 1535. Außerdem veröffentlichte er eine vom Justizrat Friedrich Groschuff (1700–1784), dem Bibliothekar Johan Arckenholtz und dem Hanauer Professor Johann Balthasar Hundeshagen (1734–1800)  abgeschlossenen, aber nicht veröffentlichte, Darstellung des Versuch einer genauen und umständlichen Beschreibung der Hochfürstlich Hessischen Residenz- und Hauptstadt Cassel.

## Schriften (Auswahl)
- Friedrich Christoph Schmincke; Franz Dominicus Häberlin; Johann Christoph Ludolph Schultze: Dissertatio epistolica de vera epocha electionis et mortis Henrici Rasponis, Thuringiae Landgravii et Romanorum regis. Qua Francisco Dominico Haeberlino, Ulmensi. Summos in philosophia honores, sincera mente gratulatur Fridericus Christophorus Schminckius. Goettingae: typis Iohan. Christoph. Ludolph. Schulzii acad. typographi. 1742
- Georg Ludwig Böhmer; Friedrich Christoph Schmincke: De superarbitris, vulgo von Obmannen exercitatio ex iure Romano canonico ac Germanico explicata. Gottinga: Schulzius, 1744.
- Petrus de Pretio; Friedrich Christoph Schmincke; Johann Hermann Schmincke: M.P. de Pretio adhortatio ad Henricum illustrem Landgravium Thuringiæ et Marchionem Misniæ in qua non solum fatalem casum Conradini describit, sed et Margaretham Friderici II. Imperatoris filiam Alberti Marchionis Misniæ uxorem veram Conradini hæredem in Regno Siciliæ ex testamento tam fratris quam nepotis institutam fuisse testatur. Ex MSS. eruit notisque historicis passim illustravit J.H. Schminckius curante filio F.C. Schminckio. Lugduni Batavorum, 1745.
- Johann Hermann Schmincke; Friedrich Christoph Schmincke: Johann Herman Schmincke Sr. Königlichen Majestät in Schweden Hoch-Fürstlich Hessischen gewesenen Raths, Bibliothecarii und Historiographi. Historische Untersuchung Von Des Otto Schützen, Gebohrnen Printzen von Hessen, Begebenheiten am Clevischen Hof : Aus noch nie gedruckten Urkunden erläutert, und mit vielen Anmerckungen versehen, worinnen zugleich verschiedene Chronologische und Genealogische Irrthümer entdeckt werden. Cassel: Cramer, 1746.
- Monimenta Hassiaca: darinnen verschiedene zur Hessischen Geschichte und Rechtsgelahrsamkeit dienende Nachrichten und Abhandlungen an das Licht gestellet werden. Cassel: Cramer 1765.
- Friedrich Groschuff; Johann Balthasar Hundeshagen; Friedrich Christoph Schmincke: Versuch einer genauen und umständlichen Beschreibung der Hochfürstlich-Hessischen Residenz- und Hauptstadt Cassel : nebst den nahe gelegenen Lustschlössern, Gärten und andern sehenswürdigen Sachen. Cassel: Schmiedt, 1769.
- Verzeichniß einer Sammlung zum Theil seltener Bücher aus allen Wissenschaften: welche dem verstorbenen Fürstl. Hessen-Casselischen Hof-Archivarius und Bibliothekarius Regierungs-Rath Schminke zugehörig gewesen, und zu Cassel in der Schloßstraße Nro. 159. vom 30ten September d. J. an öffentlich versteigert werden sollen. Cassel, 1799.